# Locris ornatissima
Locris ornatissima är en insektsart som beskrevs av Jacobi 1921. Locris ornatissima ingår i släktet Locris och familjen spottstritar. Inga underarter finns listade i Catalogue of Life.